# سیمئون سث
سیمئون سث (به یونانی: Συμεὼν Μάγιστρος Ἀντιοχείας τοῦ Σήθι) ،پزشک یهودی اهل بیزانس ،پژوهشگر، کاخ‌دار بزرگ تحت تسلط میخائیل هفتم بود که در قرن یازدهم می‌زیست.او معاصر میخائیل پسلوس بود.
او کتاب  پسلوس در مورد خواص غذاها  را اصلاح کرد.این کتاب از جالینوس انتقاد کرده و روی سنت‌های پزشکی شرقی تاکید می‌کند.